# گاما قنطورس
گاما قنطورس یک ستاره است که در صورت فلکی قنطورس قرار دارد.